# Саут-Блумінг-Гроув (Нью-Йорк)
Саут-Блумінг-Гроув (англ. South Blooming Grove) — селище (англ. village) в США, в окрузі Орандж штату Нью-Йорк. Населення — 3973 особи (2020).

## Географія
Саут-Блумінг-Гроув розташований за координатами 41°22′26″ пн. ш. 74°10′1″ зх. д. / 41.37389° пн. ш. 74.16694° зх. д. (41.373795, -74.166908).  За даними Бюро перепису населення США в 2010 році селище мало площу 12,19 км², з яких 12,11 км² — суходіл та 0,09 км² — водойми.

## Демографія
Згідно з переписом 2010 року, у селищі мешкали 3234 особи в 1138 домогосподарствах у складі 849 родин. Густота населення становила 265 осіб/км².  Було 1270 помешкань (104/км²).
Расовий склад населення:
| - 84,8 % — білих - 6,7 % — чорних або афроамериканців - 2,2 % — азіатів - 0,4 % — корінних американців - 2,8 % — осіб інших рас |

До двох чи більше рас належало 3,1 %. Частка іспаномовних становила 15,2 % від усіх жителів.
За віковим діапазоном населення розподілялося таким чином: 24,0 % — особи молодші 18 років, 62,7 % — особи у віці 18—64 років, 13,3 % — особи у віці 65 років та старші. Медіана віку мешканця становила 40,9 року. На 100 осіб жіночої статі у селищі припадало 97,8 чоловіків;  на 100 жінок у віці від 18 років та старших — 97,5 чоловіків також старших 18 років.
Середній дохід на одне домашнє господарство  становив 90 386 доларів США (медіана — 77 946), а середній дохід на одну сім'ю — 109 062 долари (медіана — 95 398). Медіана доходів становила 56 146 доларів для чоловіків та 45 400 доларів для жінок. За межею бідності перебувало 7,3 % осіб, у тому числі 10,5 % дітей у віці до 18 років та 0,0 % осіб у віці 65 років та старших.
Цивільне працевлаштоване населення становило 1577 осіб. Основні галузі зайнятості: освіта, охорона здоров'я та соціальна допомога — 32,1 %, роздрібна торгівля — 16,5 %, науковці, спеціалісти, менеджери — 8,6 %, будівництво — 8,4 %.